# Anievas
Anievas är en kommun i Spanien. Den ligger i den autonoma regionen Kantabrien i norra delen av landet, 300 km norr om huvudstaden Madrid. Antalet invånare är 267 (2024). Arean är 21,66 kvadratkilometer. Anievas gränsar till Arenas de Iguña, Los Corrales de Buelna, San Felices de Buelna och Corvera de Toranzo.